# وسام رذرفورد التذكاري
وسام رذرفورد التذكاريي هو جائزة للبحوث في مجالات الفيزياء والكيمياء تقدمه الجمعية الملكية الكندية. كان مخصصاً لذكرى إرنست رذرفورد . يتم منح الجائزة مرة للفيزياء ومرة للكيمياء كل عام، «للأبحاث البارزة»، عندما يكون هناك مرشح مناسب.

## المستلمون
المصدر: الجمعية الملكية الكندية

### كيمياء
- 2020: إيرين جونسون
- 2019: دوايت سيفيروس
- 2018: توميسلاف فريسكيتش
- 2017: تشونغوي تشن
- 2016: كيرتس بيرلينجيت
- 2015: روبرت كامبل
- 2014: بول آيرز
- 2013: مارك ماكلاشلان
- 2012: جون بول بيزاكي
- 2011: فيديريكو روزي
- 2010: أندريه يودين
- 2009: دينيس هول و كيث فاجنو (بعد وفاته)
- 2008: بيتر تيلمان
- 2007: جريجوري دي سكولز
- 2006: مولي شويكت
- 2005: جيليان إم بورياك
- 2004: أندرو وولي
- 2003: ليانغ لي
- 2002: أندريه ب. شاريت
- 2001: وارن بيرس
- 2000: سونينج وانج
- 1999: دانيال دي إم واينر
- 1998: بينوا روكس
- 1997: ر. جيه دواين ميلر
- 1996: ايان مانيرز
- 1995: تود بي ماردر
- 1994: مارك لوتنس
- 1993: ستيفن جي ويذرز
- 1992: جيمس د. ويست
- 1991: روبرت إتش موريس
- 1990: مايكل د.فريزوك
- 1989: بيتر هاكيت
- 1988: ريموند أندرسن
- 1987: جرينفيل إن باتي
- 1986: ديفيد جريلر
- 1985: ستيفن سي والاس
- 1984: روبرت ج. لي روي
- 1983: خوان سيزار شايانو
- 1982: جيفري أوزين
- 1981: ديثارد كورت بوهم
- 1980: ج. مايكل بانكروفت

### الفيزياء
- 2019: بول فرانسوا
- 2018: الكسندر بليز
- 2017: إنغريد ستيرز
- 2016: فرانسوا ليجاري
- 2015: عاشش كاتب
- 2014: سارة إليسون
- 2013: راي جاياواردهانا
- 2012: جاي مور
- 2011: فريدي ألكساندر كاشازو
- 2010: كاري دالنوكي فيريس
- 2009: بارث نترفيلد
- 2007: فيكتوريا ميشيل كاسبي
- 2006: افرايم إم. شتاينبرغ
- 2005: بيتر جروتر
- 2004: ساجيف جون
- 2003: ميشا إيفانوف
- 2002: كريستوفر طومسون
- 2001: ماثيو وليام تشوبتيك
- 2000: جيري إكس ميتروفيتشا
- 1999: روبرت أ. وولكو
- 1998: مارتن جرانت
- 1997: نيكولاس كايزر
- 1996: بيكا ك. سينيرفو
- 1995: ديفيد ب. ماكفارلين
- 1994: مايكل ل.دابليو. ثيوالت
- 1993: جون دبليو هيبورن
- 1992: فرانسوا ويسيميل
- 1991: إيان أفليك
- 1990: سكوت تريمين
- 1989: ناثان إسغور
- 1988: كلود ليروي
- 1987: أ. جون بيرلينسكي
- 1986: وليام جيه إل بايرز
- 1985: جون ج. سيمبسون
- 1984: بيني ج. إستبروك
- 1983: ديفيد ج. رو
- 1982: ويليام جون أونروه
- 1981: جون سي هاردي
- 1980: مالكولم جيه. ستوت

## روابط خارجية
- وسام رذرفورد التذكاري RSC